# Dorothy Whitson Freed
Pour les articles homonymes, voir Whitson.
Dorothy Whitson Freed, née le 10 février 1919 et morte le 1er avril 2000, est une historienne de la musique et compositrice néo-zélandaise.

## Biographie
Dorothy Whitson Freed naît à Dunedin. Elle devient membre de l'ordre du mérite néo-zélandais pour services rendus à la musique lors des Birthday Honours de la Reine Élisabeth II en 1998. Elle meurt en 2000 à Wellington.

## Œuvres
- The Sea-child (texte : Katherine Mansfield)
- Variations, quintette à vents